# Leo van der Zalm
Leo van der Zalm (Noordwijk, 12 april 1942 – Amsterdam, 1 juni 2002) was een Nederlands dichter in de marge. Hij was als 'Lord Hoedan' een markant lid van het Amsterdams Ballon Gezelschap.
Van der Zalm werd geboren als zoon van een bollenboer. Zijn ouders begonnen later een hotel en hun zoon hielp na het gymnasium mee, tot hij in 1964 in Amsterdam Nederlandse taal- en letterkunde ging studeren. Na drie jaar staakte hij zijn studie en vestigde hij zich op een in Antwerpen aangeschaft motorschip dat hij aan de Oudeschans tegenover de Montelbaanstoren afmeerde. Hij maakte via Theo Kley kennis met tandarts/kunstenaar Max Reneman en werd lid van het Deskundologies laboratorium, de Insektensekte, het Eksoties Kietsj Konservatorium, het Nurks Mannenkoor en het Amsterdams Ballon Gezelschap. Op zijn boot ving hij tal van daklozen op.
In de jaren zeventig studeerde Van der Zalm alsnog af op een scriptie waarin hij beschrijft hoe in de eerste helft van de 17e eeuw over zwervers en armenzorg werd gedacht. Hij maakte reizen naar India en Zuid-Amerika om naspeuringen te doen naar de Nederlanders die daar eens hadden geleefd. De reizen naar India resulteerden uiteindelijk in de roman Backers branie (1998) waarin Van der Zalm een vergeten episode uit de VOC-geschiedenis aan de kust van Kerala beschrijft.
Van der Zalm drukte jarenlang gedichten op een oude degelpers in het ruim van zijn schip. Hij debuteerde in 1978 met de bundel Het beestenspul van A'dams Blijdorp en zou in de jaren daarna als 'Portier van de Drempeldichters' vooral jonge dichters als Carla Bogaards, Pieter Boskma en Diana Ozon op weg helpen. Ook was hij enkele jaren medewerker van het One World Poetry festival en jurylid van de George Orwell-literatuurprijs. Aat Veldhoen schilderde een meer dan levensgroot portret van Van der Zalm dat in 1988 door het Amsterdams Historisch Museum werd aangekocht.
Van der Zalm overleed op 60-jarige leeftijd aan de gevolgen van hersenvliesontsteking. Op 6 juni 2002 werd hij gecremeerd. Zijn archief berust bij het Internationaal Instituut voor Sociale Geschiedenis.